# Datum minimální trvanlivosti

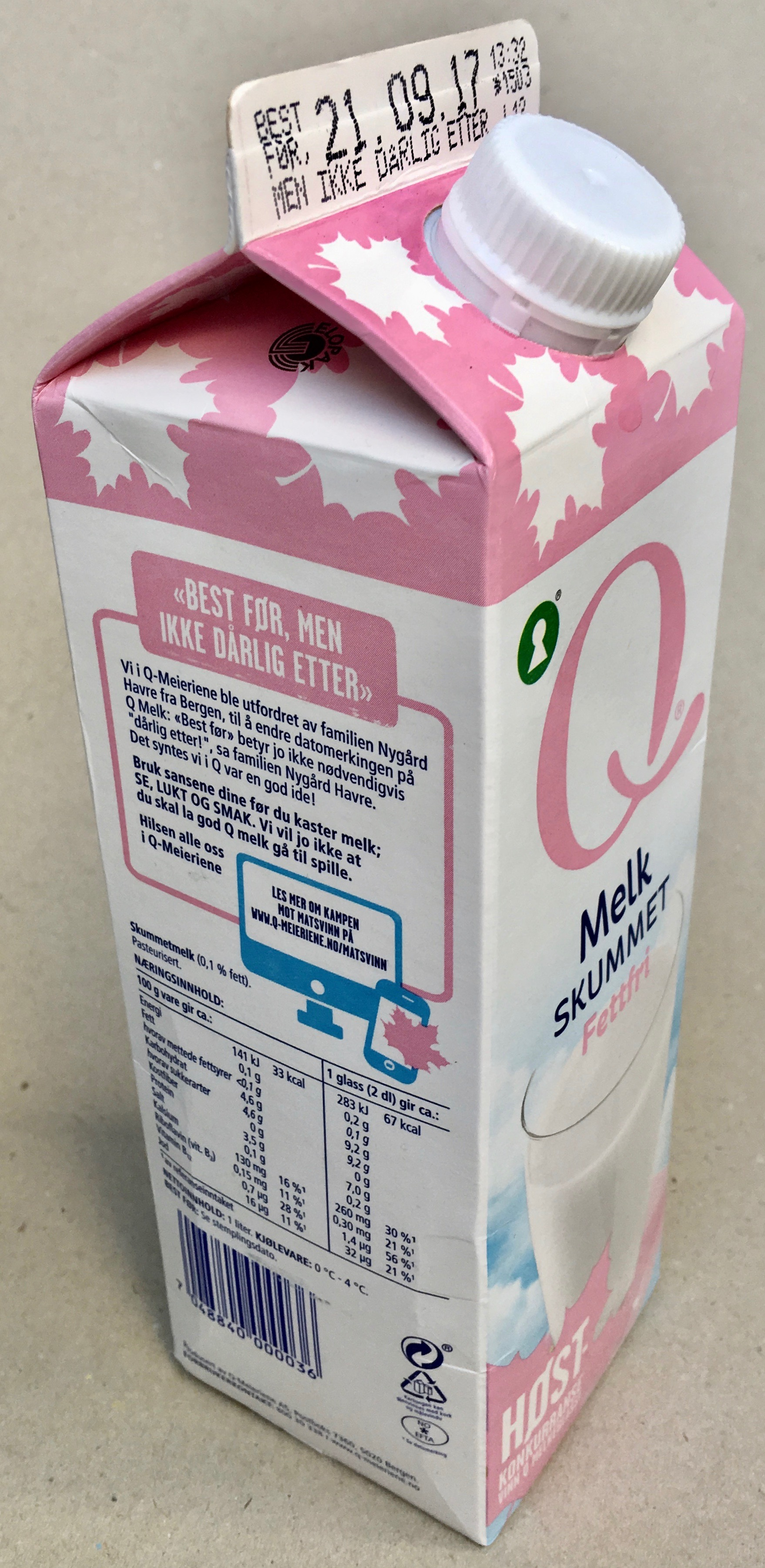
Mléko s jasně viditelným datem minimální trvanlivosti

Datum minimální trvanlivosti (DMT) je datum, které se povinně uvádí na všech potravinách, kromě potravin rychle zkazitelných, u nichž se používá datum použitelnosti.
Vymezuje minimální dobu, po kterou si potravina zachovává své specifické vlastnosti při dodržování skladovacích podmínek a splňuje požadavky na zdravotní nezávadnost. Na výrobních bývá vyznačeno nápisem „minimální trvanlivost do …“. Datum minimální trvanlivosti není třeba uvádět na některých ve vyhlášce vyjmenovaných potravinářských výrobcích, např. na lihovinách, vínech, čerstvém ovoci, zelenině a čerstvém pečivu. V některých případech stačí uvést také pouze rok.
Výrobky mohou být prodávány i po uplynutí doby minimální trvanlivosti, ale musí být nabízeny odděleně a tato skutečnost musí být zřetelně uvedena. Za kvalitu pak ručí prodejce.